# 塔路町
塔路町（とうろちょう）は、日本の領有下において樺太に存在した町。
塔路という地名は、アイヌ語の「トウ・オロ」（湖のある所）による。
当該地域の領有権に関する詳細は樺太の項目を参照のこと。現在はロシア連邦がサハリン州シャフチョルスクとして実効支配している。

## 概要
恵須取町の一部であったが、炭鉱の町として急速に発展し、1938年（昭和13年）に分離独立する。町となった当時の人口は30,270人で、樺太の市町村としては、恵須取町、豊原市に次ぐ規模であった。

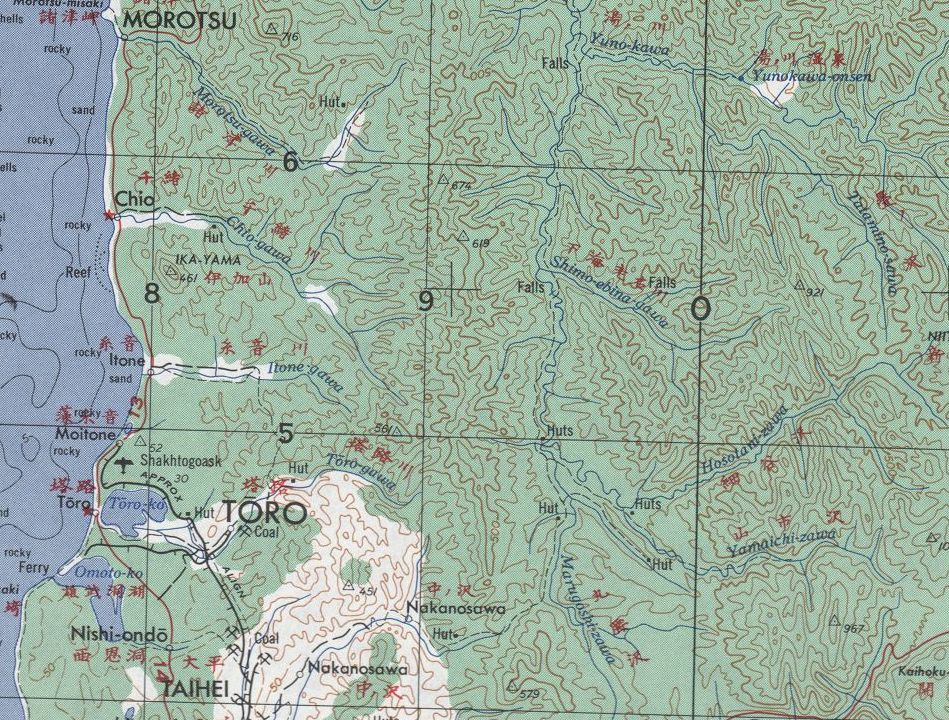
1947年の塔路町の地図。石炭産出地と港を結ぶ炭礦鉄道が存在している。

## 歴史
- 1938年（昭和13年）4月1日 - 名好郡恵須取町の一部が分立し、一級町村として発足。泊居支庁名好出張所が管轄。
- 1940年（昭和15年）1月 - 管轄支庁が恵須取支庁に変更。
- 1942年（昭和17年）11月 - 所属郡が恵須取郡に変更。
- 1943年（昭和18年）
  - 4月1日 - 「樺太ニ施行スル法律ノ特例ニ関スル件」（大正9年勅令第124号）が廃止され、内地編入。
  - 12月 - 白鳥沢炭鉱でガス爆発が発生して死傷者が発生。天皇・皇后より御救恤金が下賜された[3]。
- 1945年（昭和20年）8月22日 - ソビエト連邦により占拠される。
- 1949年（昭和24年）6月1日 - 国家行政組織法の施行のため法的に樺太庁が廃止。同日塔路町廃止。

## 町内の地名
| - 塔路 - 上恩洞（かみおもと） - 中恩洞（なかおもと） - 下恩洞（しもおもと） - 西恩洞（にしおもと） - 塔路浜（とうろはま） - 藻糸音（もいとね） - 糸音（いとね） | - 伊加（いか） - 千緒（ちお） - 歩道沢（ぶどうざわ） - 糸音二股（いとねふたまた） - 千緒三号沢（ちおさんごうざわ） - 奥塔路（おくとうろ） - 迷沢（まよいざわ） - 南諸津（みなみもろつ） |

（）

## 交通

### 鉄道路線
樺太西線が久春内村から珍内町、恵須取町を経て町内の藻糸音まで建設中であったが、ソ連による占領のため、完成には至らなかった。また、塔路炭鉱より沿岸部へ樺太採炭鉱業上塔路軌道（現シャフチョールスク市貨物交通部狭軌鉄道）が伸びていた。
なお、町内には日本軍によって建設された飛行場が存在していた。

## 地域

### 教育
以下の学校一覧は1945年（昭和20年）4月1日現在のもの。
- 樺太公立塔路第一国民学校
- 樺太公立塔路第二国民学校
- 樺太公立塔路第三国民学校
- 樺太公立塔路浜国民学校
- 樺太公立糸音国民学校
- 樺太公立千緒国民学校
  - 千緒沢分教場